# Caspar Görke
Caspar Görke, auch Franz Kaspar Görke oder Caspar Ludwig Goerke (* 19. November 1822 in Münster; † 13. April 1896 ebenda), war ein deutscher Historien- und Porträtmaler.

## Leben
Görke erhielt seine erste künstlerische Ausbildung in Münster bei dem Lithografen Christian Espagne, dann an der Zeichenschule des Westfälischen Kunstvereins bei Johann Friedrich Welsch. Am 8. Januar 1843 schrieb er sich an der Königlichen Akademie der bildenden Künste in München für das Fach Architektur ein. Eine künstlerische Weiterbildung fand er auch in Antwerpen.

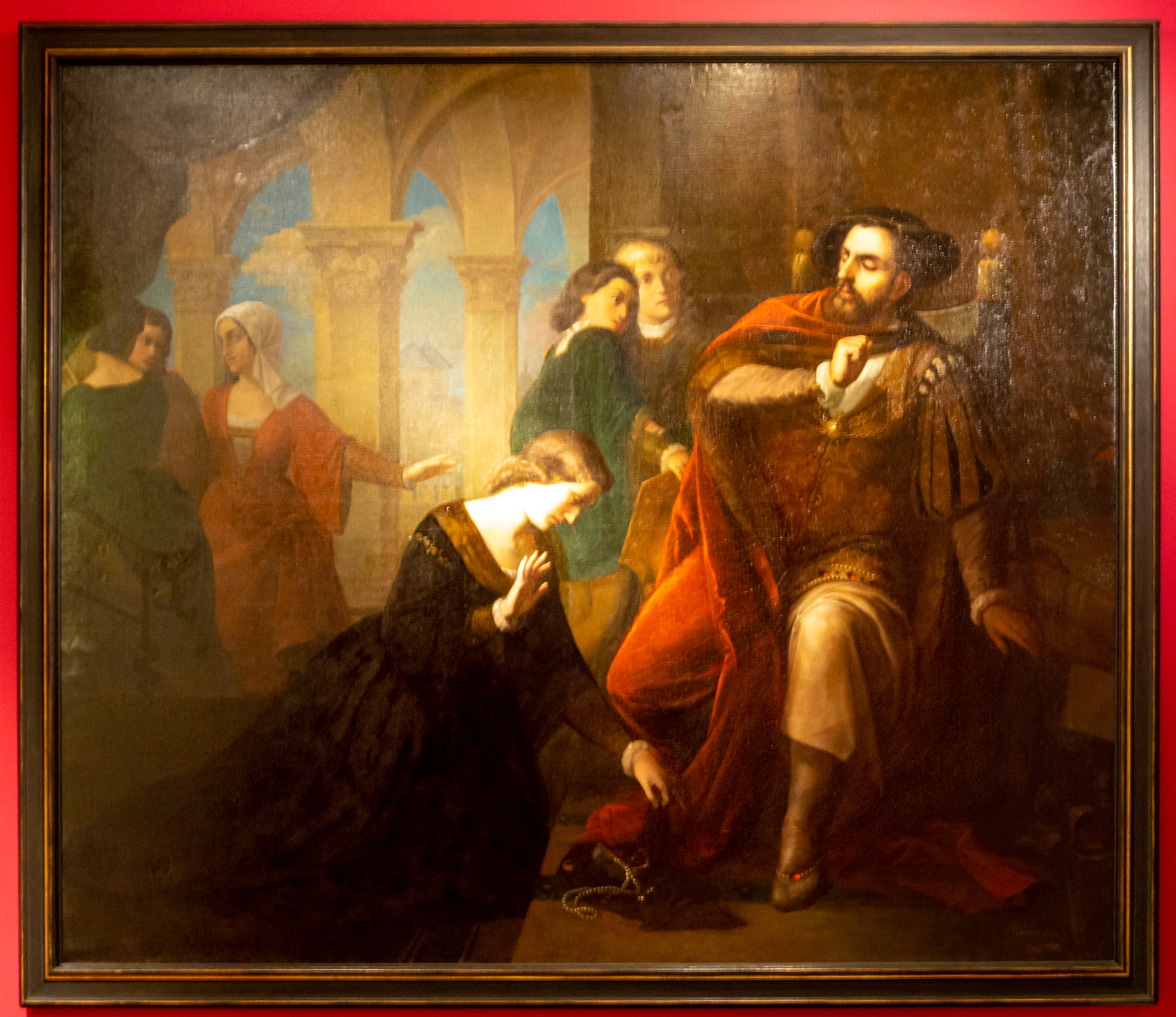
Jan van Leiden verstößt seine Gemahlin Elisabeth Wandscherer, 1852, Stadtmuseum Münster

Im Münsterland wirkte er als zunächst Bildnismaler. Mit wechselndem Wohnsitz weilte er dabei auf verschiedenen Schlössern. Von 1852 bis 1854 und 1858/1859 lebte er in Rom und nahm 1852 und 1853 an den „Cervarofesten“ des Deutschen Künstlervereins teil. Dort schloss er enge Freundschaft mit dem Bildhauer Wilhelm Achtermann, den er mehrfach porträtierte, 1852 in Öl, 1853 mit Bleistift. Auch der Dichter Hermann Allmers zählte zu seinem römischen Freundeskreis. 1855 nahm er wieder Wohnsitz in Münster. Gefördert vom Westfälischen Kunstverein und von Johann Georg Müller, dem Bischof von Münster, entstanden zahlreiche religiöse Darstellungen für katholische Kirchgemeinden, aber auch Porträts, wie das der Familie des befreundeten Priesters Johann Heinrich Bangen. 1871 rief er mit dem Maler Dominik Mosler und weiteren Künstlern die Münstersche Kunstgenossenschaft ins Leben. 1878 gehörte er zu den Gründern der Zeichenschule für Kunst und Kunsthandwerk in Münster, an der er als Lehrer arbeitete.
Aus dem Œuvre hervorzuheben sind das Historienbild Jan van Leiden verstößt seine Gemahlin Elisabeth Wandscherer (1852), eine Auseinandersetzung mit der Geschichte der Wiedertäufer in Münster, und ein Familienbildnis des Arztes und Kunstsammlers Alexander Haindorf und seiner zwei Enkelkinder Robert und Agnes (1854). Görkes Kunst zeigt Einflüsse der Nazarener und historisierende Bezüge zur italienischen Renaissance-Malerei, etwa in dem späten Gemälde Jägerin mit einem Falken (1895).